# Firstextile
Die Firstextile AG war eine deutsche Holding-Gesellschaft, die über eine Zwischenholding in Hongkong (China Firstextile (Holdings) Limited) die Jiangyin First Textile Co., Ltd., kontrollierte. Diese führte das operative Geschäft mit Sitz in Jiangyin, das garngefärbte Stoffe für den chinesischen Inlandsmarkt herstellte.

## Unternehmen
Der Firmensitz von Jiangyin First Textile Co., Ltd., befand sich in Jiangyin. Die Geschäftsbereiche des Unternehmens ließen sich auf allgemeine Stoffe, Stoffe für Uniformen und Markenstoffe einteilen. Firstextile belieferte unter anderem Kunden wie China Railways, China Security Association, China Unicom und die staatliche Steuerbehörde mit Uniformen. Die Börsennotierung an der Frankfurter Börse fand am 12. November 2012 statt. Der letzte Handel der Aktien wurde am 9. Mai 2016 in Frankfurt getätigt. Nachdem das Unternehmen seiner Pflicht zur Publizierung nicht mehr nachkam, wurden die Papiere vom Handel ausgesetzt und der Aktienhandel schließlich im November 2015 eingestellt.